# Kunratice (Liberec)
Kunratice – część miasta ustawowego Liberec. Znajduje się w południowo-wschodniej części miasta. Zarejestrowanych jest tutaj 62 adresów i mieszka na stałe mniej niż sto osób.